# Friedemann Hinz
Friedemann Hinz (né en 1975 à Bergen auf Rügen) est un chanteur et musicien de punk allemand.

## Biographie
Friedemann Hinz grandit à Bergen sur Rügen dans une famille de fourreurs. Les deux parents s'impliquent dans l'église et l'élèvent de manière chrétienne et avec une certaine distance du système de la RDA. L'un de ses deux parrains est pasteur à Bergen sur Rügen. Hinz devient un libre penseur qui, dans sa jeunesse, recherche une proximité avec la sous-culture punk. En 1991, il commence comme batteur de Tonnensturz, groupe qui est actif jusqu'en 2001. Il fonde ensuite le groupe de punk hardcore COR. Il chante à la fois des chansons en allemand et en bas allemand. De 2004 à 2007, il est le batteur des Troopers.
En 2014, il sort son premier album Uhr vs. Zeit.
Friedemann Hinz est un maçon qualifié. Il vit avec sa famille dans une ferme de Rügen.

## Discographie
Albums
- 2014 : Uhr Vs. Zeit (Exile on Mainstream Records)
- 2016 : Wer hören will muss schweigen (Exile on Mainstream Records)
- 2017 : Unterwegs (Exile on Mainstream Records)
- 2018 : Ich Leg Mein Wort In Euer Ohr (Exile on Mainstream Records)
- 2019 : Mehr Sein als Schein (Exile on Mainstream Records)

## Source de la traduction
- (de) Cet article est partiellement ou en totalité issu de l’article de Wikipédia en allemand intitulé « Friedemann Hinz » (voir la liste des auteurs).